# Martha Wainwright
Martha Wainwright (New York, 8 maggio 1976) è una cantautrice statunitense, di origine canadese.
È sorella di Rufus Wainwright e figlia dei cantautori Loudon Wainwright III e Kate McGarrigle.

## Biografia
Sebbene nata a New York, Martha Wainwright cresce a Montréal in Canada, con la madre e il fratello. La passione per la musica è di famiglia così anche Martha cercherà di trovare la sua strada. L'inizio è difficile, infatti per diversi anni si fa le ossa come corista per il più noto fratello Rufus e collaborando sporadicamente con la madre, la zia e il padre.
Nel 1988 il suo brano Tommy, come back (Tommy, reviens nella versione in francese), accompagna i titoli di coda del film canadese Tommy Tricker e il francobollo magico, pellicola alla quale ha partecipato anche suo fratello, sia nell'inedita veste di attore che in quella di compositore ed esecutore del tema principale, intitolato I'm a Runnin.
L'album di debutto arriva però solo nel 2005, sostenuto dalla critica verrà distribuito anche in diversi paesi europei e asiatici. Tra le più recenti e interessanti collaborazioni c'è quella con il gruppo britannico degli Snow Patrol con cui ha inciso il singolo Set the Fire to the Third Bar nel 2006. Nel maggio del 2008 ha pubblicato il suo secondo album: I Know You're Married But I've Got Feelings Too. Del 2009 è Sans Fusils, Ni Souliers, à Paris: Martha Wainwright's Piaf Record, un album live in cui Martha omaggia Edith Piaf.

## Discografia

### Album
- 2005 - Martha Wainwright (MapleMusic/Zoë Records)
- 2008 - I Know You're Married But I've Got Feelings Too (MapleMusic/Zoë Records)
- 2009 - Sans Fusils, Ni Souliers, à Paris: Martha Wainwright's Piaf Record (V2 Records; album live)
- 2012 - Come Home to Mama (Cooperative Music)
- 2016 - Goodnight City
- 2021 - Love Will Be Reborn

### EP
- 1999 - Martha Wainwright
- 2002 - Factory
- 2004 - Bloody Motherfucking Asshole
- 2005 - I Will Internalize (uscito solo in Canada)

## Filmografia
- Tommy Tricker e il francobollo magico – film, tema dei titoli di coda (1988)
- Olive Kitteridge – miniserie TV, 4 episodi (2014)